# Busstation Tolstraat

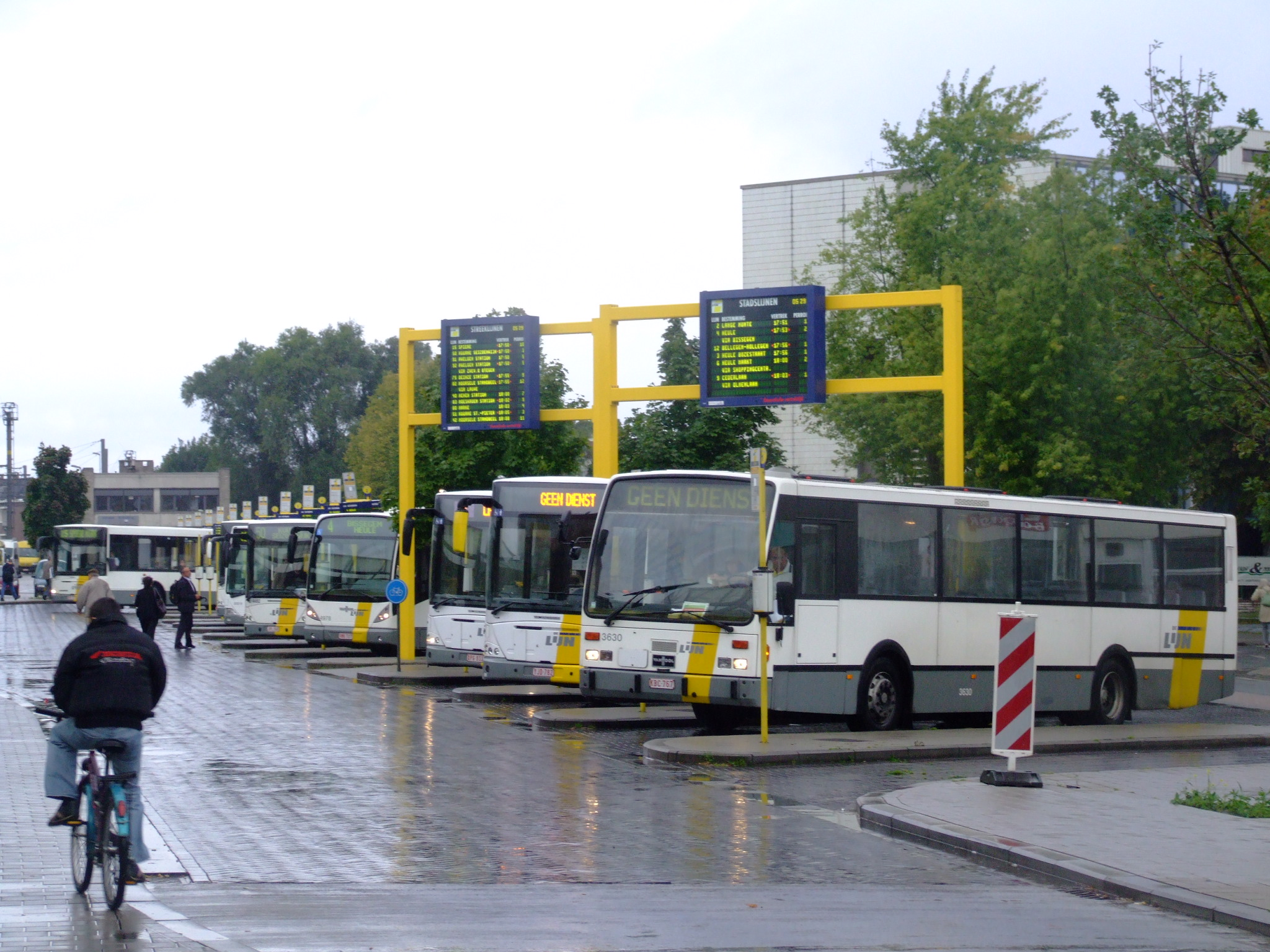
De perrons in het busstation Tolstraat

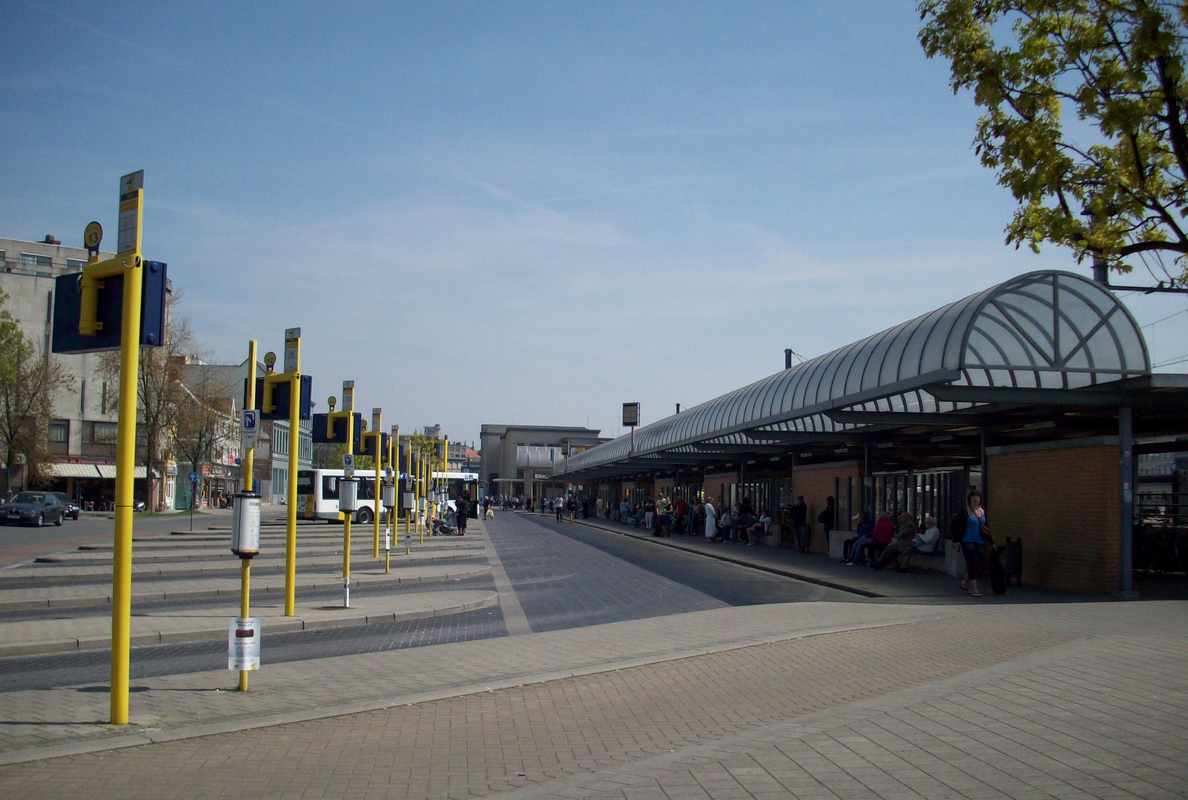
de overdekte wachtruimte en de perrons

Busstation Tolstraat was het centrale busstation in de Belgische stad Kortrijk. Dit hoofdstation in de Tolstraat nabij het NMBS-treinstation wordt als het centrale knooppunt voor alle bussen in de stad en regio Kortrijk beschouwd. Vanuit dit busstation vertrekken zowel de stadsbussen (lijnen 1-2-3-4-6-8-9-12-13), de voorstadslijnen (lijnen 50-51-80-81-91-92-93) als de regionale buslijnen, allen geëxploiteerd door De Lijn.
Het station had 13 perrons, een lokettenhal, overdekte wachtplaatsen en elektronische informatieborden. De westelijke onderdoorgang van het NMBS-treinstation mondt via een grote trappenpartij uit in dit busstation.
Door de werken aan het station en de stationsomgeving is het busstation sinds 2017 buiten gebruik. De bussen stoppen nu aan vier tijdelijke terminals ter hoogte van het Stationsplein, Doornikselaan, Minister Tacklaan en Wandelweg.
In september 2019 werden de perrons, de fietsenstalling, luifel en de lijnwinkel gesloopt. Op deze locatie wordt een ondergrondse parking gebouwd.